# Chittaurgarh
Chittaurgarh là một thành phố và khu đô thị của quận Chittaurgarh thuộc bang Rajasthan, Ấn Độ.

## Địa lý
Chittaurgarh có vị trí 24°53′B 74°38′Đ / 24,88°B 74,63°Đ Nó có độ cao trung bình là 394 mét (1292 feet).

## Nhân khẩu
Theo điều tra dân số năm 2001 của Ấn Độ, Chittaurgarh có dân số 96.028 người. Phái nam chiếm 52% tổng số dân và phái nữ chiếm 48%. Chittaurgarh có tỷ lệ 70% biết đọc biết viết, cao hơn tỷ lệ trung bình toàn quốc là 59,5%: tỷ lệ cho phái nam là 78%, và tỷ lệ cho phái nữ là 61%. Tại Chittaurgarh, 15% dân số nhỏ hơn 6 tuổi.